# لایت اووک (کارولینای شمالی)
لایت اووک (به انگلیسی: Light Oak) شهری در ایالت کارولینای شمالی کشور ایالات متحده آمریکا است که جمعیت آن در سرشماری سال ۲۰۱۰ میلادی، ۶۹۱ نفر بوده‌است.